# Windriej
Windriej (ros. Виндрей) – wieś (ros. село, trb. sieło) w Rosji w Republice Mordowii, w rejonie torbiejewskim, położona nad rzeką Windriej, 27 km od Torbiejewa.
Pierwsza wzmianka o miejscowości pochodzi z XVIII wieku, nosiła wtedy ona nazwę „Windriejski zawod” (ros. Виндрейский завод). W latach 30. XX wieku miała status osiedla typu miejskiego, ale 27 stycznia 1939 roku została zdegradowana do rangi wsi.
W miejscowości urodził się Siergiej Achromiejew, marszałek Związku Radzieckiego.